# Petaloproctus borealis
Petaloproctus borealis är en ringmaskart som beskrevs av Ardwisson 1906. Petaloproctus borealis ingår i släktet Petaloproctus och familjen Maldanidae. Arten är reproducerande i Sverige. Inga underarter finns listade i Catalogue of Life.